# Juan Cuadrado
Juan Guillermo Cuadrado Bello (ur. 26 maja 1988 w Necoclí) – kolumbijski piłkarz, występujący na pozycji pomocnika we włoskim klubie Atalanta BC oraz w reprezentacji Kolumbii. Brązowy medalista Copa América 2016 i 2021.
W swojej karierze występował m.in. w takich klubach jak: Juventus, Inter Mediolan, Chelsea czy ACF Fiorentina.

## Kariera
Jest wychowankiem rodzimego klubu Independiente Medellín. Do pierwszej drużyny dołączył w 2008. W 2009 wyjechał do Włoch i został zawodnikiem Udinese Calcio. W Serie A zadebiutował 1 listopada 2009 w meczu z Chievo Werona. W sezonie 2011/2012 przebywał na wypożyczeniu w US Lecce. W 2012 odszedł do Fiorentiny.
2 lutego 2015 przeszedł do Chelsea, skąd pół roku później wypożyczono go na jeden sezon do Juventusu. Po jego powrocie do Chelsea w 2016 roku, został ponownie wypożyczony do Juventusu na kolejne trzy sezony za 5 milionów euro rocznie. W 2017 Juventus F.C. wykupił Juana Cuadrado za 20 milionów euro, podpisując z nim trzy letni kontrakt. Po upływnie kontraktu, w 2020 Cuadrado przedłużył umowę na kolejne dwa lata.
W lipcu 2023 podpisał kontrakt z Interem Mediolan, który obowiązywał do 30 czerwca 2024.
26 sierpnia 2024 podpisał kontrakt z Atalantą Bergamo.
W 2010 zadebiutował w reprezentacji Kolumbii. W swoim debiucie w kadrze zdobył bramkę.

## Sukcesy

### Chelsea
- Mistrzostwo Anglii: 2014/2015
- Puchar Ligi Angielskiej: 2014/2015

### Juventus
- Mistrzostwo Włoch: 2015/16, 2016/2017, 2017/2018, 2018/2019, 2019/2020
- Puchar Włoch: 2015/2016, 2016/2017, 2017/2018, 2020/2021
- Superpuchar Włoch: 2018, 2020

### Inter Mediolan
- Mistrzostwo Włoch: 2023/2024

### Reprezentacyjne
- 3. miejsce w Copa América: 2016